# Peter Kathan junior
Peter Kathan (* 11. Januar 1982 in Bad Tölz) ist ein ehemaliger deutscher Profi-Eishockeyverteidiger. Er ist der Sohn des Bundestrainers der Deutschen Dameneishockeymannschaft Peter Kathan senior. Sein Bruder Klaus Kathan ist ebenfalls Eishockeyspieler.

## Karriere
Peter Kathan begann seine Karriere als Eishockeyspieler in seiner Heimatstadt im Nachwuchsbereich des EC Bad Tölz, für dessen Profimannschaft er in der Saison 1999/00 sein Debüt in der 2. Bundesliga gab. Anschließend verbrachte der Verteidiger eine Spielzeit in der Oberliga Süd beim EHC Bad Aibling, ehe er für weitere drei Jahre zum EC Bad Tölz zurückkehrte. In diesem Zeitraum lief er in der Saison 2001/02 für die München Barons erstmals in der Deutschen Eishockey Liga auf. Bei seinem bislang einzigen Einsatz in der höchsten deutschen Spielklasse erhielt der ehemalige Junioren-Nationalspieler zwei Strafminuten.
Von 2004 bis 2007 stand Kathan beim ETC Crimmitschau unter Vertrag, mit dem er in der Saison 2005/06 nach dem Vorjahresabstieg den sofortigen Wiederaufstieg aus der Oberliga in die 2. Bundesliga erreichte. Nachdem er in der Saison 2007/08 für Crimmitschaus Ligarivalen SC Bietigheim-Bissingen auflief, wechselte er im Sommer 2008 zu den Schwenninger Wild Wings, für die er bis 2011 spielte. Nach einem einjährigen Intermezzo bei den Starbulls Rosenheim wechselte Kathan im Mai 2012 zum Ligakonkurrenten SC Riessersee und unterschrieb dort einen Kontrakt über zwei Jahre.
Im März 2014 gab er bekannt, dass er seine Karriere mit Ende der Saison 2013/14 beendet und eine Umschulung zum Verfahrensmechaniker absolvieren wird. Trotz dieser spielt Kathan noch bis 2018 in der drittklassigen Oberliga Süd für den TEV Miesbach. Danach arbeitete er dort noch zwei Jahre als Trainer.

### International
Für Deutschland nahm Kathan an der U20-Junioren-Weltmeisterschaft der Division I 2002 teil, bei der er mit seiner Mannschaft den ersten Platz und somit den Aufstieg in die Top Division erreichte.

## Erfolge und Auszeichnungen
- 2002 Aufstieg in die Top Division bei der U20-Junioren-Weltmeisterschaft der Division I
- 2006 Aufstieg in die 2. Bundesliga mit dem ETC Crimmitschau

## Karrierestatistik
(Legende zur Spielerstatistik: Sp oder GP = absolvierte Spiele; T oder G = erzielte Tore; V oder A = erzielte Assists; Pkt oder Pts = erzielte Scorerpunkte; SM oder PIM = erhaltene Strafminuten; +/− = Plus/Minus-Bilanz; PP = erzielte Überzahltore; SH = erzielte Unterzahltore; GW = erzielte Siegtore; 1 Play-downs/Relegation; Kursiv: Statistik nicht vollständig); 1 Playdowns